# Liste der türkischen Botschafter in Kanada

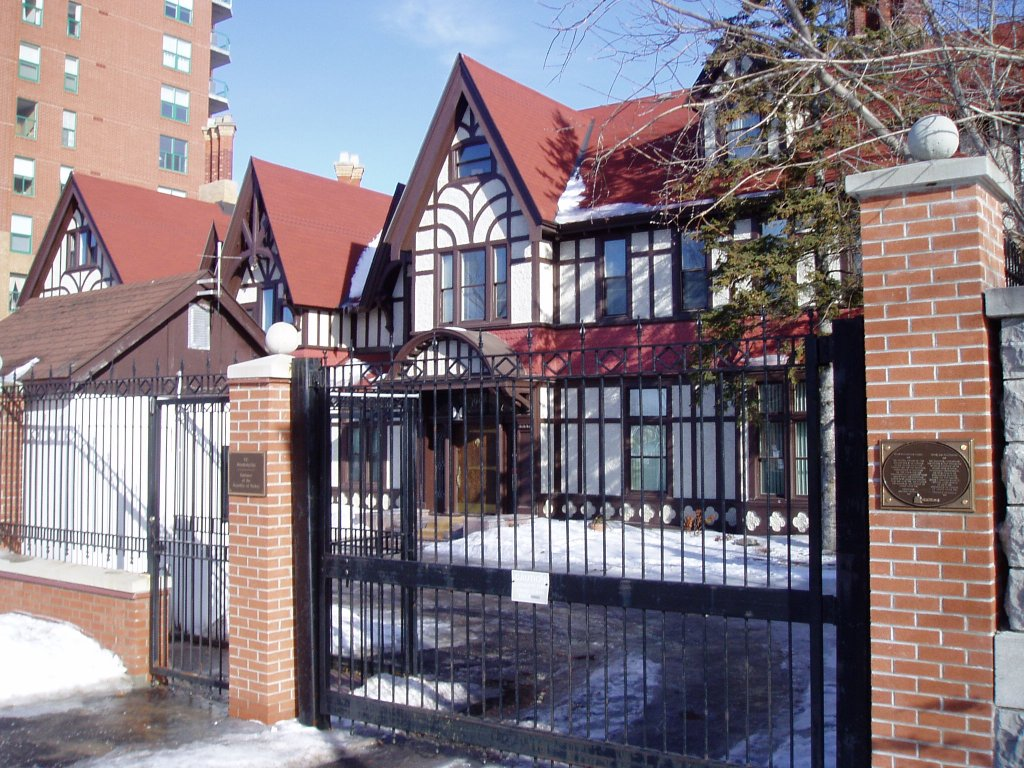
Der Botschafter leitet die türkische Botschaft Ottawa.

| Ernennung Akkreditierung | Ständiger Vertreter        | Bemerkung | Ministerpräsident der Türkei | Premierminister Kanadas     | Posten verlassen |
| ------------------------ | -------------------------- | --- | ---------------------------- | --------------------------- | ---------------- |
| 15. Feb. 1944            | Mehmet Ali Şevki İlhan     | | Ahmet Fikri Tüzer            | William Lyon Mackenzie King | 26. Juni 1947    |
| 30. Okt. 1947            | Ali Muzaffer Göker         | (* 1888 in Istanbul † 10. Juni 1959) 1944–1945: Botschafter in Tokio | Hasan Saka                   | William Lyon Mackenzie King | 15. Aug. 1949    |
| 16. Aug. 1949            | Efdal Deringil             | | Şemsettin Günaltay           | Louis Saint-Laurent         | 27. Apr. 1950    |
| 28. Apr. 1950            | Numan Tahir Seymen         | | Adnan Menderes               | Louis Saint-Laurent         | 25. Sep. 1952    |
| 27. Nov. 1952            | Ahmet Cevad Üstün          | | Adnan Menderes               | Louis Saint-Laurent         | 2. Mai 1959      |
| 3. Mai 1959              | Lemi Kemalyeri             | | Adnan Menderes               | John Diefenbaker            | 22. März 1960    |
| 23. März 1960            | Rıfat Turgut Menemencioğlu | (* 1914) 1960–1962: Vertreter beim UN-Hauptquartier, 24. April 1962 – 2. Januar 1967: Botschafter in Washington | Cemal Gürsel                 | John Diefenbaker            | 8. Sep. 1960     |
| 9. Sep. 1960             | Celal Akbay                | | Cemal Gürsel                 | John Diefenbaker            | 23. Mai 1961     |
| 24. Mai 1961             | Taha Carım                 | | Emin Fahrettin Özdilek       | John Diefenbaker            | 14. Sep. 1965    |
| 1. Nov. 1965             | Mehmet Baydur              | (* 1918 Gerz in Sinop; † 25. Februar 1993) 6. Januar 1961 – 25. Oktober 1961: Handelsminister, 1961–1964: Botschafter in Bonn, 1979–1983: Botschafter in Madrid, 1968–1972: Botschafter in Canberra, 1976–1979: Botschafter in Stockholm. | Suad Hayri Ürgüplü           | Lester Pearson              | 11. Nov. 1968    |
| 30. Nov. 1968            | İrfan Tansel               | (* 1909, Istanbul; † 16. September 1999 in Istanbul) von 1930 bis 1947 absolvierte er die Militärakademie. 1956–1958: Streitbrigadegeneral, 1958–1960: Generalmajor, 1960–1963 Generalleutnant 1963–1968: General, 19. Juni 1961 16. August 1968: Kommandeur der Türkischen Luftstreitkräfte, 22. Februar 1962 Putschversuch Talat Aydemir. Gegen den Staatsstreich. 8. August 1964, bombardierte Ziele in Zypern durch türkische Jets | Suad Hayri Ürgüplü           | Pierre Trudeau              | 23. Apr. 1974    |
| 1. Juni 1974             | Oral Akgün                 | | Mustafa Bülent Ecevit        | Pierre Trudeau              | 1. Mai 1975      |
| 1. Mai 1975              | Akın Emregül               | | Süleyman Demirel             | Pierre Trudeau              | 1. Mai 1976      |
| 17. Mai 1976             | Ömer Faruk Şahinbaş        | | Süleyman Demirel             | Pierre Trudeau              | 31. Aug. 1978    |
| 31. Aug. 1978            | Tahir Şentürk              | | Mustafa Bülent Ecevit        | Pierre Trudeau              | 1. Dez. 1980     |
| 29. Nov. 1980            | Turgut Sunalp              | (* 31. August 1917 Istanbul † 28. August 1999 ebenda) | Bülent Ulusu                 | Pierre Trudeau              | 17. Feb. 1982    |
| 1. Aug. 1982             | Özdemir Benler             | | Bülent Ulusu                 | Pierre Trudeau              | 1. Jan. 1985     |
| 1. Jan. 1985             | Coşkun Kırca               | (* 27. März 1927, Istanbul † 24. Februar 2005 in eben da)1970–1976: Ständiger Vertreter beim Büro der Vereinten Nationen in Genf, 1976–1978 ständiger Vertreter beim Nordatlantikrat, in der 2. Regierung Çiller war er vom 5. Oktober 1995 – 30. Oktober 1995: Außenminister | Turgut Özal                  | Brian Mulroney              | 1. Jan. 1986     |
| 1. Dez. 1986             | Kaya Toperi                | (* 1933) 1983–1986: Botschafter in Kuwait-Stadt, 1993: Botschafter in Bern, 1994–1996: Botschafter in Seoul. | Turgut Özal                  | Brian Mulroney              | 1. Aug. 1989     |
| 12. Okt. 1989            | Ali Tuygan                 | (* 28. April 1944 in Konya) 1992–1994: Botschafter in Riadh, 1997–2001: Botschafter in Athen, 2006–2009: ständiger Vertreter bei der UNESCO. | Yıldırım Akbulut             | Brian Mulroney              | 7. Jan. 1992     |
| 1. Jan. 1992             | Uğurtan Akıncı             | (* 25. August 1938 in Istanbul †. 29. Januar 2003) 1999–2002: Botschafter in Madrid. | Süleyman Demirel             | Brian Mulroney              | 1. Juni 1995     |
| 31. Mai 1995             | Ömer Ersun                 | (* 3. April 1941) 1990–1995: Botschafter in Addis Abeba | Tansu Çiller                 | Jean Chrétien               | 15. Nov. 1998    |
| 15. Nov. 1998            | Erhan Öğüt                 | | Mesut Yılmaz                 | Jean Chrétien               | 25. Dez. 2002    |
| 27. Dez. 2002            | Aydemir Erman              | (* 1944 in İstanbul) 30. Juni 1993 bis 1917: Botschafter in Bahrain, 1976–1978: Botschafter in Jakarta | Abdullah Gül                 | Jean Chrétien               | 1. Apr. 2008     |
| 1. Apr. 2008             | Rafet Akgünay              | (* 1953 in Ankara) 2000–2004: Botschafter in Peking | Recep Tayyip Erdoğan         | Stephen Harper              | 17. Juni 2012    |
| 15. Nov. 2012            | Tuncay Babalı              | | Recep Tayyip Erdoğan         | Stephen Harper              | 1. Sep. 2014     |
| 9. Sep. 2014             | Selçuk Ünal                | | Ahmet Davutoğlu              | Stephen Harper              |                  |